# Sully (Saône-et-Loire)
Sully ist eine französische Gemeinde mit 489 Einwohnern (Stand 1. Januar 2022) im Département Saône-et-Loire in der Region Bourgogne-Franche-Comté. Sie gehört zum Arrondissement Autun und zum Kanton Autun-1.

## Geographie
Nachbargemeinden von Sully sind Viévy im Norden, Thury im Nordosten, Épinac im Osten, Morlet im Südosten, Auxy im Süden, Curgy im Südwesten, sowie Saint-Léger-du-Bois im Nordwesten.

## Bevölkerungsentwicklung
| Jahr      | 1962 | 1968 | 1975 | 1982 | 1990 | 1999 | 2012 |
| Einwohner | 629  | 545  | 514  | 573  | 579  | 561  | 526  |

## Sehenswürdigkeiten
- Schloss Sully (16. bis 19. Jahrhundert)
- Kloster Le Val Saint-Benoît (13. Jahrhundert)